# Vasilij Trofimov
Vasilij Dmitrievič Trofimov (in russo Василий Дмитриевич Трофимов?; Kostino, 7 gennaio 1919 – Mosca, 22 settembre 1999) è stato un calciatore sovietico dal 1991 russo, di ruolo attaccante.

## Statistiche

### Cronologia presenze e reti in Nazionale
| Cronologia completa delle presenze e delle reti in nazionale ― [[Nazionale olimpica di calcio dell' Unione Sovietica\| Unione Sovietica olimpica]] | Cronologia completa delle presenze e delle reti in nazionale ― [[Nazionale olimpica di calcio dell' Unione Sovietica\| Unione Sovietica olimpica]] | Cronologia completa delle presenze e delle reti in nazionale ― [[Nazionale olimpica di calcio dell' Unione Sovietica\| Unione Sovietica olimpica]]                                                      | Cronologia completa delle presenze e delle reti in nazionale ― [[Nazionale olimpica di calcio dell' Unione Sovietica\| Unione Sovietica olimpica]] | Cronologia completa delle presenze e delle reti in nazionale ― [[Nazionale olimpica di calcio dell' Unione Sovietica\| Unione Sovietica olimpica]]                                                      | Cronologia completa delle presenze e delle reti in nazionale ― [[Nazionale olimpica di calcio dell' Unione Sovietica\| Unione Sovietica olimpica]] | Cronologia completa delle presenze e delle reti in nazionale ― [[Nazionale olimpica di calcio dell' Unione Sovietica\| Unione Sovietica olimpica]] | Cronologia completa delle presenze e delle reti in nazionale ― [[Nazionale olimpica di calcio dell' Unione Sovietica\| Unione Sovietica olimpica]] |
| Data | Città | In casa | Risultato | Ospiti | Competizione | Reti | Note |
| --- | --- | --- | --- | --- | --- | --- | --- |
| 15-07-1952 | Kotka | Bulgaria olimpica | 1 – 2 | [[File: Flag of the Soviet Union (1936 – 1955).svg\|class=noviewer\| Unione Sovietica (bandiera)\|border\|20x16px]] [[Nazionale olimpica di calcio dell' Unione Sovietica\| Unione Sovietica olimpica]] | Olimpiadi 1952 | 1 | |
| 20-07-1952 | Tampere | [[Nazionale olimpica di calcio dell' Unione Sovietica\| Unione Sovietica olimpica]] [[File: Flag of the Soviet Union (1936 – 1955).svg\|class=noviewer\| Unione Sovietica (bandiera)\|border\|20x16px]] | 5 – 5 | Jugoslavia olimpica | Olimpiadi 1952 | 1 | |
| 22-07-1952 | Tampere | [[Nazionale olimpica di calcio dell' Unione Sovietica\| Unione Sovietica olimpica]] [[File: Flag of the Soviet Union (1936 – 1955).svg\|class=noviewer\| Unione Sovietica (bandiera)\|border\|20x16px]] | 1 – 3 | Jugoslavia olimpica | Olimpiadi 1952 | - | |
| Totale | | Presenze | 3 | | Reti | 2 | |